# Rosalie van Breemen
Rosalie van Breemen (Utrecht, 2 augustus 1966) is een voormalig Nederlands fotomodel, tv-presentatrice en journaliste.

## Model
Van Breemen groeide op in Utrecht. Op de middelbare school, het College Blaucapel, won zij een modellenwedstrijd voor het weekblad Panorama en vervolgens werd zij fotomodel. Ze deed mee aan Miss International 1984 en won de Miss World University 1986. Intussen studeerde ze rechten en Duits, maar ze brak die studies af toen het modellenwerk meer succes bracht.

## Presentatrice
Op 18-jarige leeftijd maakte Van Breemen haar debuut als presentatrice, in het programma Popshop TV bij de NCRV. In 2002-2003 was ze presentatrice van het geflopte Zondag Effect op RTL 5. Als deskundige verscheen ze soms in Koffietijd en RTL Boulevard. In 2006 was zij jurylid bij Holland's Next Top Model. In 2007 presenteerde zij samen met Sylvana Simons en Esther Blinker het RTL-programma Ex Wives Club.
In 2012 kreeg ze haar eigen realityprogramma. In Frankrijk presenteert zij Rosalie et les Collectionneurs.

## "Mevrouw Delon"
In 1987 leerde Van Breemen de Franse acteur Alain Delon kennen, toen zij werd ingehuurd als achtergrondzangeres bij de opnamen voor zijn videoclip van Comme au Cinéma. Ondanks het leeftijdsverschil van bijna 31 jaar, begon het tweetal een relatie. Van Breemen gaf daarvoor haar modellencarrière op. Zij kregen een dochter en een zoon, Anouchka (1990) en Alain-Fabien (1994). De relatie eindigde in 2001.
Van Breemen trouwde al snel na de breuk, in december 2002, met de Franse zakenman en brillenkoning Alain Afflelou, een huwelijk dat ten einde liep in juli 2008. Sindsdien heeft zij een boek over echtscheiding geschreven, getiteld Pour le Meilleur et pour l'Avenir (2009). De boodschap van het boek is dat het einde van iets ook de start van iets nieuws is. Van Breemen beschrijft hoe men het aloude 'in voor- en tegenspoed' kan ombuigen naar voorspoed en toekomst. Het boek werd in augustus 2009 op de Franse nieuwszender LCI gepresenteerd. Sinds 2012 woont zij op het Duitse eiland Sylt.

## Journaliste
Van Breemen schrijft in het Franse Paris Match over de zakenwereld. Ook heeft zij gewerkt voor Margriet, Man, Elegance en De Telegraaf.
Zij was een van de deelnemers aan het eerste seizoen van de remake van het televisieprogramma Fort Boyard in 2011.
Ook was ze een van de deelnemers aan het eerste seizoen van het televisieprogramma Sabotage in 2013.